# Abbazia di Wissembourg
L'abbazia di Wissembourg (Weißenburg in tedesco) fu un'abbazia (1524–1789) ed oggi è una parrocchia collegiata di Wissembourg in Alsazia, in Francia.

## Storia
L'abbazia di Wissembourg fu fondata dal vescovo di Spira Dragobodo, nel 660 circa.
Situata in Alsazia, per le varie vicende storiche passò in seguito al Palatinato, sotto tutela di patroni locali.
Dal XII secolo l'abbazia di Wissembourg fu posta sotto il diretto controllo dei vescovi di Spira. Fu durante il Medioevo che furono realizzati i primi studi relativi alla fondazione del monastero, che fu fatto risalire in realtà alla figura del re merovingio Dagoberto I, il quale lo avrebbe fondato nell'anno 623, anche se oggi gli studiosi non sono concordi con questa versione dei fatti.
Wissembourg divenne in quest'epoca uno dei centri culturali più attivi di tutta la Germania. L'economia del monastero si era affermata già da moltissimo tempo: nel 682, per la somma di 500 soldi, i monaci di Wissembourg acquistarono le saline di Vic-sur-Seille, garantendosi entrate indipendenti dalle cospicue donazioni. Notevole fu anche la composizione dell'evangeliario di Wissembourg, scritto dal monaco Otfrido attorno all'860. Personaggio di rilievo sotto il regno di Ludovico il Bavaro, l'abate Grimaldo, già abate di San Gallo e cancelliere del Sacro Romano Impero, contribuì a porre l'abbazia sotto protettorato imperiale.
Il protettorato dal 985 del duca salico Ottone I di Carinzia, apportò molte innovazioni, diffondendo anche l'estrazione del rame e lo sviluppo di altre attività fruttuose per l'economia locale.
Sotto la reggenza dell'abate Edelino (1262–1293) fu redatto il Codex Edelini o Liber Possessionum oggi conservato nell'archivio provinciale di Spira. Nel 1524, sotto la reggenza dell'abate Rüdiger Fischer, la chiesa dell'abbazia divenne chiesa collegiata e dal 1546 sottoposta alla giurisdizione del capitolo della cattedrale di Spira.
Gli abati divennero così prevosti e ressero la comunità monastica sino alla sua soppressione, nel corso della Rivoluzione francese, nel 1789. La prevostura e l'abbazia ebbero in unione con i principi-vescovi di Spira il voto al Reichstag nel circolo dell'Alto Reno; dal 1672 fu sottoposta alla sovranità francese pur rimanendo feudo dell'impero con diritto di voto fino al 1798.
Nel periodo della Restaurazione, dopo la caduta napoleonica, il monastero non venne più ristabilito, ma si conservò la presenza della chiesa collegiata.
All'antica chiesa abbaziale romanica è riferito il cosiddetto Cristo di Wissembourg, un frammento di vetrata medievale datato al XII secolo.

## Elenco degli abati di Wissembourg (660-1524)
- Principio
- Ceodonio
- Radefrido
- Ervaldo
- Instulfo
- Astrammo
- Gerberto
- Erimberto
- Dragobodo (anche Vescovo di Spira)
- Carialdo
- Bernardo (o Wernario; anche vescovo di Worms)
- Davide
- Wielandi
- Odgero (o Odogario, anche arcivescovo di Magonza)
- Grimaldo
- Volcoldo
- Geroco
- Voltvico
- Mimoldo
- Adelardo
- Gerrico
- Ercarmio
- Adalberto (abate dal 954; nel 970 divenne arcivescovo di Magdeburgo, sino alla morte, nel 981)
- Sanderado (970-985)
- Gisillario (985-989)
- Gerrico (989-1001)
- Sigebodo (1001-1002)
- Luitardo (1002-1032)
- Volmaro (1032-1043)
- Arnoldo (1043-1055, dal 1051 anche vescovo di Spira)
- Samuele (1055-1097)
- Stefano
- Menigando
- Ulrio
- Werinaro
- Ernesto
- Benedetto
- Engiscalo
- Gundelaco (o Gunderico)
- Goffredo
- Walramio (o Wolframio; 1197-1224)
- Cuno (1222-1248)
- Corrado (1248-1251)
- Federico (1251-1262)
- Edelino (1263-1293)
- Guglielmo (1293-1301)
- Egidio (1301-1312)
- Bartolomeo (1312-1316)
- Guglielmo (1316-1322)
- Giovanni (1322-1337)
- Eberardo (1337-1381)
- Ugo (1381-1402)
- Giovanni (1402-1434; partecipante al Concilio di Costanza)
- Filippo (1435-1467)
- Giacomo (1467-1472)
- Enrico (1475-1496)
- Guglielmo (1496-1500)
- Rudigero (1500-1545; formalmente sino al 1524)

dal 1524 l'abbazia divenne prevostato e passò ai vescovi di Spira